# Enantiopoda
Enantiopoda é uma ordem extinta de crustáceos apenas conhecida pelo seu registo fóssil.
Sem qualquer espécie extante, conhece-se apenas uma espécie fóssil, a Tesnusocaris goldichi Brooks, 1955.